# Лаундс (округ, Джорджия)
Ла́ундс (англ. Lowndes County) — округ штата Джорджия, США. Население округа на 2000 год составляло 92 115 человек. Административный центр округа — город Валдоста.

## История
Округ Лаундс основан в 1825 году.

## География
Округ занимает площадь 1305.4 км2.

## Демография
Согласно Бюро переписи населения США, в округе Лаундс в 2000 году проживало 92 115 человек. Плотность населения составляла 70.6 человек на квадратный километр.